# Verbascum javorkae
Verbascum javorkae är en flenörtsväxtart som beskrevs av Sóo. Verbascum javorkae ingår i släktet kungsljus, och familjen flenörtsväxter. Inga underarter finns listade i Catalogue of Life.